# 타망족

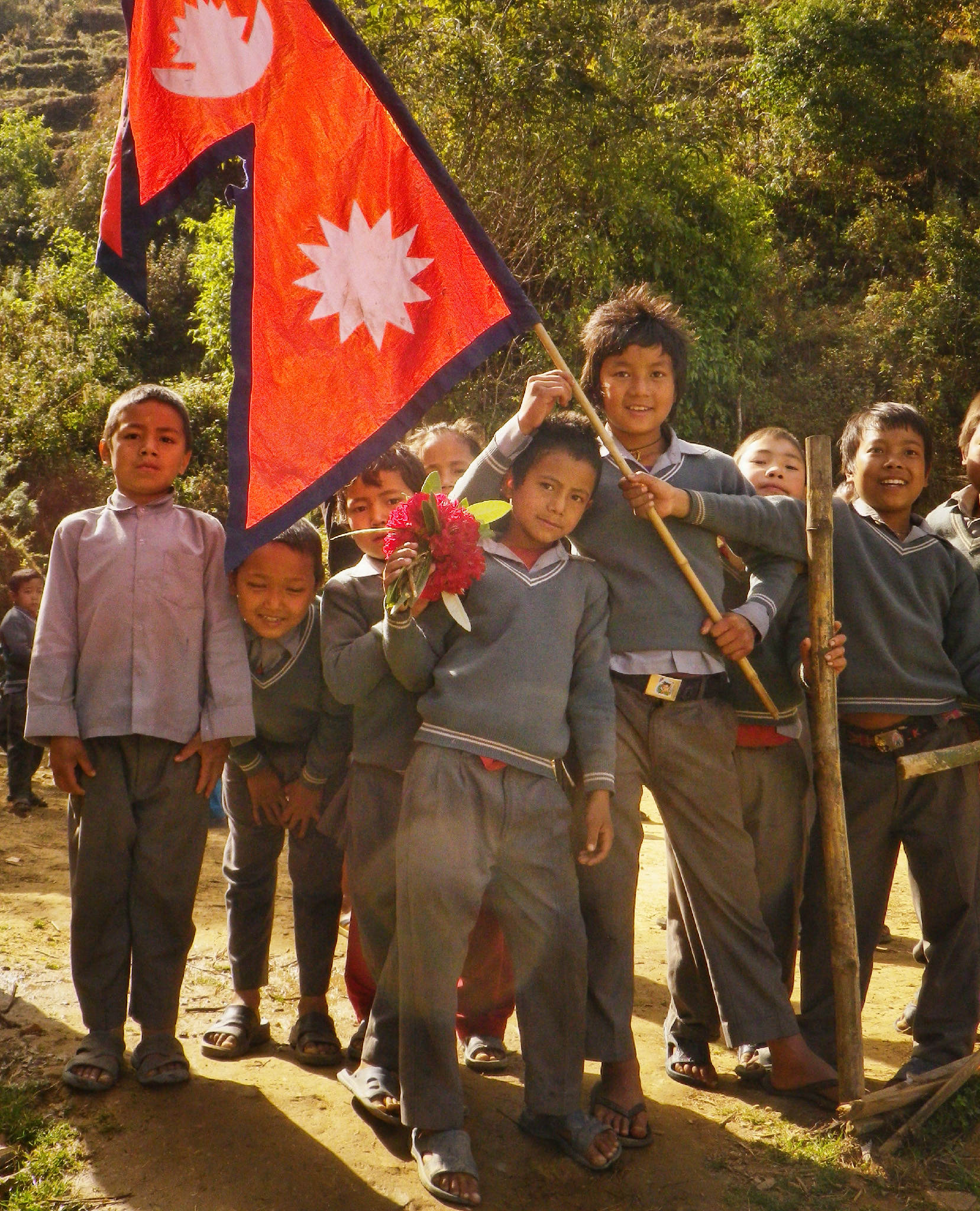

따망족(Tamang, རྟ་དམག, तामाङ)은 네팔 동부와 부탄, 티베트, 인도 북부에 거주하는 티베트-버마계 민족이다. 대부분 네팔 중부의 구릉지대에 거주하며, 일부는 인도의 시킴과 서벵골의 인접 지역 또는 부탄 남부에도 거주한다. 2001년 기준 네팔에서의 인구는 130만 명 이상으로, 네팔 인구의 약 5.6%를 차지했다.
이들은 선사 시대부터 카트만두 계곡 바깥의 구릉 지대에 살아온 토착 민족으로 추정된다. 과거 고르카 왕국으로부터 여러 차례 침략을 받아 땅을 빼앗기고 예속에 놓이기도 했었다.
대부분이 불교 신자이다. 타망어를 사용하는데, 인근의 구룽족이 쓰는 구룽어와 가까운 관계이다.